# Pietà Hotspurs FC
Pietà Hotspurs FC je maltský fotbalový klub z Pietà. Klub byl založen roku 1968. V roce 2008/09 obsadil v maltské First Division 3. místo.